# Kliment Tarnovski
Kliment Tarnovski (en bulgare : Климент Търновски) né Vassil Nikolov Droumev (Васил Николов Друмев) en 1841 à Choumen et mort le 10 juillet 1901 à Sofia, est un prêtre orthodoxe et homme politique bulgare. Il est Premier ministre à deux reprises, de décembre 1879 à avril 1880, puis brièvement en août 1886.

## Biographie
Après un passage au séminaire d'Odessa, Kliment Tarnovski intègre en 1861 la légion bulgare. L'année suivante, il émigre dans l'Empire russe, où il entre au séminaire de Kiev. Il est ordonné prêtre en 1873. À la création de la principauté de Bulgarie, en 1878, il est nommé recteur du séminaire Saints-Pierre-et-Paul, près de Lyaskovets. Ayant rejoint le parti conservateur (en), il est nommé Premier ministre de Bulgarie le 6 décembre 1879 par le prince Alexandre Ier de Bulgarie. En 1884 il est nommé métropolite de Tarnovo.